# Залесье (Речицкий район)
Залесье (бел. Залессе) — упразднённый посёлок в Заспенском сельсовете Речицкого района Гомельской области Беларуси.

## География

### Расположение
В 12 км на юг от районного центра и железнодорожной станции Речица (на линии Гомель — Калинковичи), 62 км от Гомеля.

## Транспортная сеть
Транспортные связи по просёлочной, затем автомобильной дороге Хойники — Речица. Застройка деревянная, усадебного типа.

## История
Основан в начале 1920-х годов переселенцами из соседних деревень на бывших помещичьих землях. В 1931 году организован колхоз. Во время Великой Отечественной войны в ноябре 1943 года оккупанты сожгли 22 двора. 14 жителей погибли на фронте. Согласно переписи 1959 года в составе колхоза имени С. М. Кирова (центр — деревня Свиридовичи).
До 31 октября 2006 года в составе Свиридовичского сельсовета.
4 января 2017 года посёлок упразднён.

## Население

### Численность
- 2004 год — 4 хозяйства, 4 жителя.

### Динамика
- 1930 год — 20 дворов 131 житель.
- 1940 год — 25 дворов, 96 жителей.
- 1959 год — 131 житель (согласно переписи).
- 2004 год — 4 хозяйства, 4 жителя.